# Deporte en Israel
El Deporte en Israel es una parte importante de la cultura del país. El fútbol y el baloncesto son los deportes más populares entre la población israelí. También son populares, aunque algo menos que los dos anteriores, el balonmano y el atletismo, entre otros deportes. En los Juegos Olímpicos, Israel ha ganado medallas en judo, esgrima, piragüismo y windsurf; la más importante, la medalla de oro de Gal Fridman en la modalidad vela Mistral de los Juegos Olímpicos de Atenas 2004.
El fútbol es controlado por la Asociación de Fútbol de Israel (IFA en inglés), que se encarga de organizar los torneos de liga, de las copas y del manejo de las selecciones nacionales masculinas y femeninas en mayores y juveniles. La liga superior de fútbol masculino se denomina Ligat ha'Al, la segunda Leumit y la tercera Artzit. Estas tres principales divisiones tienen 12 equipos cada una. Las siguientes divisiones ya se subdividen regionalmente. Se juegan dos principales copas, la Copa de Israel y la Copa Toto. La Supercopa de Israel enfrenta a los campeones de Liga y de la Copa de Israel de la temporada. La principal división del fútbol femenino es la Liga Leumit de Mujeres. Los principales equipos del país son el Maccabi Tel Aviv FC, el Hapoel Tel Aviv FC, el Beitar Jerusalem y el Maccabi Haifa. La IFA estaba adscrita a la Confederación Asiática de Fútbol (AFC) entre 1956 y 1974, año en que es expulsada de esta confederación por el conflicto árabe-israelí que aún mantiene. Después de 20 años rotando entre las confederaciones de Oceanía (OFC) y de Europa (UEFA), esta última la admite como miembro pleno en 1994, en la cual aún se mantiene. El logro futbolístico más importante de Israel es la obtención de la Copa Asiática 1964 de su selección masculina de mayores, cuando la IFA era miembro pleno de la AFC. 
El baloncesto, organizado por la Asociación de Baloncesto de Israel (BAI en inglés), tiene como principal liga la Ligat ha'Al o Winner. El principal equipo es el Maccabi Tel Aviv que ha ganado 6 Euroligas, consolidándose como uno de los equipos grandes del baloncesto europeo. A nivel de selecciones, sus participaciones no han sido muy destacadas. A diferencia del fútbol y de las demás disciplinas deportivas israelíes, el baloncesto nunca ha participado de las competencias asiáticas ni ha sufrido el rechazo y expulsión de la confederación de baloncesto de Asia (FIBA Asia), la BAI ha estado vinculada con FIBA Europa desde 1954 cuando ingresó.  
Los Juegos Macabeos son un evento internacional multideportivo reservado sólo a atletas judíos, los cuales también pueden provenir de otros países aunque la participación de Israel es absoluta.

## Selecciones nacionales
- Selección de baloncesto de Israel
- Selección de balonmano de Israel
- Selección de fútbol de Israel
- Selección femenina de fútbol de Israel
- Equipo de Copa Davis de Israel
- Selección de rugby de Israel